# Secretaría de Relaciones Económicas Internacionales
La Secretaría de Relaciones Económicas Internacionales  es una secretaría en el ámbito del Ministerio de Relaciones Exteriores, Comercio Internacional y Culto de la Argentina abocada a la formulación y ejecución de la política exterior en materia económica del país. Fue creada el 7 de diciembre de 2011 por la presidenta Cristina Fernández de Kirchner (publicado en el decreto 2085/2011 del Boletín Oficial), en el cual reemplaza a la Secretaría de Comercio y Relaciones Económicas Internacionales.
La labor de la Secretaría se articula en torno a cinco objetivos prioritarios:
1.- Profundizar la integración económica con el MERCOSUR y América Latina.
2.- Incrementar y diversificar las exportaciones argentinas en términos de productos, orígenes y mercados de destino.
3.-Promover la atracción y el desarrollo de proyectos de inversión extranjera de carácter productivo que contribuyan al desarrollo nacional.
4.- Fortalecer las relaciones económicas bilaterales definidas como estratégicas para Argentina.
5.-Ejercer y/o coordinar la representación de Argentina en negociaciones y foros económicos multilaterales, garantizando la promoción y defensa del interés nacional.

## Organigrama
De la Secretaría de Relaciones Económicas Internacionales dependen las siguientes áreas:
- Subsecretaría de Negociaciones Económicas Internacionales e Integración
  - Dirección Nacional del MERCOSUR
  - Dirección Nacional de Relaciones Económicas Multilaterales
  - Dirección Nacional de Negociaciones Económicas Bilaterales
    - Dirección de Relaciones Económicas con Europa
    - Dirección de Relaciones Económicas con Asia y Oceanía
    - Dirección de Relaciones Económicas con América
    - Dirección de Relaciones Económicas con África y Medio Oriente

- Subsecretaría de Promoción de las Exportaciones, las Inversiones, la Educación, la Ciencia y la Cultura
  - Dirección Nacional de Promoción del Turismo, Deportes, Industrias Culturales y Servicios Basados en el Conocimiento
  - Dirección Nacional de la Promoción de Inversiones
  - Dirección Nacional de Promoción de Exportaciones
    - Dirección de Estrategia y Agenda de Inserción Internacional
    - Dirección Nacional Centro de Economía Internacional

- Dirección de Solución de Controversias Internacionales

## Nómina de secretarios
| N.º | Secretario             | Jefe de Gabinete                                    | Periodo                                            | Presidente                     |
| --- | ---------------------- | --------------------------------------------------- | -------------------------------------------------- | ------------------------------ |
| 1   | Cecilia Nahón          | Marcelo Giusto                                      | 10 de diciembre de 2011 - 17 de diciembre de 2012  | Cristina Fernández de Kirchner |
|     | Augusto Costa          |                                                     | 25 de enero de 2013 - 2 de diciembre de 2013       | Cristina Fernández de Kirchner |
| 2   | Carlos Alberto Bianco  | Marcelo Giusto                                      | 2 de diciembre de 2013 - 10 de diciembre de 2015   | Cristina Fernández de Kirchner |
| 3   | Horacio Rayser Travers | Pablo Quirno - Pablo Hartstein                      | 10 de diciembre de 2015 - 10 de diciembre de 2019  | Mauricio Macri                 |
| 4   | Jorge Neme             | Juan Manuel Corteletti                              | 10 de diciembre de 2019 - 20 de septiembre de 2021 | Alberto Fernández              |
| 5   | Cecilia Todesca        | María Paula Mc Loughlin - Gustavo Fernández Briozzo | 20 de septiembre de 2021 - 10 de diciembre de 2023 | Alberto Fernández              |
| 6   | Héctor Marcelo Cima    | Gustavo Fernández Briozzo                           | 11 de diciembre de 2023 - 5 de noviembre de 2024   | Javier Milei                   |